# Batalla de Fornovo
La Batalla de Fornovo  que va tenir lloc el 6 de juliol de l'any 1495 va ser un enfrontament militar localitzat en el poble de Fornovo di Taro, a uns 30 km al sud de Parma. Considerada la primera gran batalla de les guerres italianes. Al 28 de juny, les forces venecianes havien acampat al costat del poble en espera del gruix del contingent francès.

## Antecedents
El 4 de juliol les forces del Duc de Ferrara, Hèrcules I d'Este, principal aliat dels francesos a Itàlia avancen cap al sud, prèviament comunicant als francesos que el "Consell de Guerra" estava dividit en referència a la participació de les forces venecianes a la batalla doncs els venecians no es trobaven encara autoritzats a participar en la batalla.
Els generals francesos pressionats pel fet del permanent arribada de reforços a les línies enemigues mentre que les seves pròpies forces no tenien esperança de cap reforç van convèncer a Carles VIII, de fer un primer moviment diplomàtic. El rei de França demana llavors dret de pas a través de les línies venecianes, a canvi els venecians van sol·licitar la devolució de totes les conquestes franceses en territori italià. La proposta per descomptat inacceptable el deixa a Carles VIII l'única opció de lluitar quedant a la seva decisió quan Gian Giacomo Trivulzio, Francesco Secco i els nobles francesos recomanen que s'iniciïn les operacions el més aviat possible. S'envia una primera força de reconeixement formada per quaranta homes que és àmpliament derrotada pels veterans estradiots, entrenats prèviament en les guerres Albano-Turques (1443-1478)
Les vitualles dels francesos seguien disminuint mentre el nombre de les forces italianes creixien de manera que el 6 de juliol Carles VIII decideix iniciar la batalla. Les forces italianes formades principalment pels exèrcits venecians es trobaven al marge est del riu Taro. El marge oest del riu, lloc on es trobaven les forces franceses, tenia un avantatge defensiu, ja que després de les pluges dels dies previs els marges dels rius havien quedat impracticables per a la cavalleria. Els francesos decideixen mantenir aquest avantatge tàctic i mantenint-se en el marge oest del Taro decideixen dividir la seva força en tres grups.
El primer grup comandat per Gian Giacomo Trivulzio compost per tres-cents homes de cavalleria pesant, dos-cents infants lleugers (italians), cinc-cents arquers muntats i dos mil infants alemanys (en realitat Suïssos) en el seu majoria piquers i un petit nombre de soldats amb armes de foc de mà i altres amb destrals. El segon grup comandat pel mateix Carles VIII consistia en sis-cents homes de cavalleria pesant, inclosos arquers i ballesters muntats. Eren les tropes d'elit de l'exèrcit francès inclòs el seguici personal del rei. El tercer grup format per quatre-cents homes de cavall i uns mil homes d'infanteria. Els piquers havien format una línia individual o falange llarga avançava a prop de la cavalleria. L'artilleria protegia la primera línia cap al front i la segona línia cap al riu, a més d'infants alemanys comandats pel comte Niccolo di Pitigliano i Francesco Secco.

## Batalla
Francesc II Gonzaga havia dividit les seves forces en 9 línies. La seva estratègia era la fustigació de les dues primeres línies de l'exèrcit francès donant-li temps al principal de les forces italianes a envoltar i atacar la rereguarda enemiga. Davant la sorpresa, esperava Gonzaga, l'exèrcit francès entraria en desorganitzada batalla i les tres línies de reserva dels italians entrarien en batalla donant el cop final a la retirada dels francesos. L'ala dreta de l'exèrcit italià comandada per Joan Francesc Sanseverino comte de Caiazzo, el centre comandat per Francesc II Gonzaga, Duc de Màntua i l'ala esquerra al comandament del comte Bernardino Fortebracci (comandant de les forces venecianes). L'última columna era recolzada per una força independent de nobles venecians: Vincenzo Corso, Roberto Strozzi, Alessandro Beroaldo de Pàdua, Jacopo Savorgnan d'Udine, el cavaller noble Luigi Valaresso, Marc de Martinengo, i els comtes Brandolini comandant tres-cents setanta homes de cavalleria lleugera. En addició a aquesta línia independent existia una reserva comandada per Montivoglio i Montefeltro amb mil infants i sis-cents homes de cavalleria pesant.
La columna del comte de Caiazzo (vuit-cents homes de cavalleria pesant, mil setecientos infants milanesos i tres-cents piquers alemanys més l'escassa artilleria) tenien com a missió enfrontar i bloquejar l'avanç del principal de l'exèrcit francès i mantenir compromesos als mascarells suïssos.
La línia central de Gonzaga (cinc-cents de cavalleria pesant, sis-cents ballesters i cinc mil infants) havia d'enfrontar al principal de la línia francesa i al mateix temps el contingent de Fortebracci hauria atacar la rereguarda francesa al seu torn l'altre costat rebria l'atac dels ballesters a cavall i stardiotti al comandament de Pietro Duodo.
L'atac de la cavalleria lleugera italiana es va veure compromès per la condició del terreny però alhora l'artilleria francesa no va ser tan efectiva que s'esperava gràcies al fangar en què s'enfonsaven les bales d'artilleria i les pluges prèvies que havien mullat bona part de la pólvora. Fortebarccio va ser repel·lit pels alabarders Suïssos i el centre francès no es va veure pressionat com s'esperava gràcies a l'inusual nivell del riu Taro la crescuda per les recents pluges impedia les accions previstes en el pla de Gonzaga. La cavalleria lleugera es trobava exposada i en una mala situació tàctica.
Complicar encara més les coses la manca de disciplina dels estradiots que van preferir saquejar la rereguarda francesa abans de complir amb la missió encomanada. Abans de començar la batalla Melchiorre Trevisan havia promès públicament que els soldats combatent a les armes italianes tindrien com a recompensa el botí del saqueig de Nàpols que els francesos portaven amb ells.
L'acció dels estradiots va forçar a les reserves venecianes a entrar en immediata acció per controlar la sagnant escaramussa que s'havia desencadenat al voltant del campament francès. El nombre de les reserves va tenir cert impacte psicològic en les forces italianes i la rereguarda francesa inici la retirada. No obstant això va ser impossible per als venecians capitalitzar el seu moment d'èxit pel fet que part de les seves forces havien dedicat els seus esforços al saqueig del botí napolità. En altres ocasions els mercenaris havien decidit que la batalla era ja massa sagnant per a la paga que rebien i van decidir retirar-se del camp de batalla. Els proveïdors, el noble Luigi Valarezo i el comte Niccolò di Pitigliano van ser claus mantenint en línia a moltes de les forces italianes.
Les forces francesa inicien la seva retirada cap turó però els és impossible iniciar la persecució per trobar-se una bona part de les seves forces compromeses en diverses escaramusses o al saqueig de l'important botí milanès (300.000 ducats a mínim)

## Conseqüències
Les baixes franceses eren més o menys la meitat de les italianes, però l'oficialitat italiana havia patit importants pèrdues en gran part pel fet que els exèrcits francesos no estaven interessats en presoners ni ostatges. La situació estratègica del rei de França era extremadament difícil; havia perdut tot el botí de la campanya napolitana, els seus exèrcits no tenien esperança de relleu ni cap avituallament i, tot i que amb grans pèrdues, l'exèrcit italià no estava desarticulat.
La pau es va imposar després d'aquesta batalla i al rei francès se li va permetre retirar-se en compliment de l'armistici.